# 占有家族
『占有家族（せんゆうかぞく）』はNHK総合テレビ「月曜ドラマシリーズ」スペシャル枠で2001年8月27日に放送されたテレビドラマ。日本放送作家協会主催、第25回創作テレビドラマ脚本懸賞公募入選作品。

## 概要
森崎はトラブルを起こした未成年者のために保護者を装って問題を解決する「代理パパ」。ある日、森崎は美希という少女から、父親として空き家に一か月の間、同居するよう依頼を受ける。そこへ家の買い主を名乗る怪しげな女性・栄子が現れて、森崎、栄子、美希の奇妙な共同生活が始まる。だが、そんな日々も長くは続かず、美希は家を訪れた不動産屋に暴力をふるって警察に身柄を拘束されてしまう。その時、森崎と栄子がとった行動とは・・・。

## キャスト
- 森崎:水谷豊　多重債務を抱えて取り立て屋から逃げ延びながら、代理パパ業で糊口を凌ぐ男。
- 島原美希：吹石一恵　競売にかけられて売り物件となったかつての我が家を森崎とともに占有する少女。彼女にはある秘められた願いがあった。
- 出雲栄子:范文雀　競売物件を購入して転売することで利ザヤを稼ぐことを生業とする女性。
- 丸山:きたろう[2]　森崎が勤める人材派遣会社の社長。森崎を追ってきた取り立て屋に脅されて、森崎を取り立て屋に売ろうとする気弱な人物。
- 取り立て屋:上杉祥三　森崎が借金している金融会社の取り立て屋。会社は上場中と豪語するが２００万円の元本に２年で１０００万円の利子がつく超優良企業のようである。
- 近所のおばさん:村野友美　家が競売にかけられる前の島原家の事情を知っており、同居人の森崎、栄子に不信感を抱く。
- 刑事：石丸謙二郎　暴力沙汰を起こした美希が連行された先の警察署員。

## スタッフ
- 作:杉本明生[1]
- 演出:大森青児[1]
- 製作統括:小松隆一[1]、家喜正男
- 共同制作:NHKエンタープライズ